# Gräsulv
Gräsulv (Macrothylacia rubi) är en relativt stor, kraftig och rundvingad ädelspinnare.

## Kännetecken
Vingspannet hos hannar är 41–52 millimeter och hos honor 50–64 millimeter. Hannarnas vingar är kanelbruna och honornas gråbruna. De främre vingarna på både hannar och honor är övertvärade av två gråvita, nästan jämnt löpande linjer. Vingfransarna är enfärgade. Larverna är sammetssvarta med gula ringar kring lederna. Efter sista hudömsningen försvinner ringarna och ryggsidan blir rödbrun av tätt stående filthår.
Larvens hår lossnar lätt vid beröring och kan orsaka svår klåda eller eksem.

## Levnadssätt
Gräsulven förekommer på olika sorters torra eller friska gräsmarker. Den förekommer i stora delar av Europa, norrut till mellersta Skandinavien.
Den lever på olika slags växter, bland annat björk, asp och smultron. Den håller sig till marken och kan oftast ses passera vägar på hösten eftersom de söker ett ställe att övervintra på. Den övervintrar som larv i jorden och förpuppas på våren.